# リブ (部族)
リブ (Libu, , R'bw, Ribou, Labu) は、古代リビュアの部族。

## 概要
古代エジプトでの記録により存在が明らかになった。エジプト第19王朝のメルエンプタハは、カルナックにエジプトとリブの対立の起源や、リブが敗退したことを記録した。
エジプト第20王朝のラムセス3世は彼の在位5年目にリブに勝利し、6年後にリブがメシュウェシュと共にナイル川デルタ西域に侵攻したが、再びエジプトが勝利した。

## リビアの語源
リブの名は古代ギリシアでリビュア (リビア) として借用され、北アフリカ地域一般を意味した。
ヘロドトスを含む作家はアフリカ大陸全域をさしてリビュアを使用している。

## 参照
1. ↑  ジェームス・ヘンリー・ブレステッド（英語版）, Ancient Records of Egypt (en) , Part Three, Chicago 1906, §§572ff.
2. ↑  ジェームス・ヘンリー・ブレステッド, Ancient Records of Egypt, Part Four, Chicago 1906, §§83ff.